# Iunie 2010
Acest articol este generat integral pe baza informațiilor din articolul 2010 și este actualizat periodic de un robot.
 Editările făcute în articol vor fi șterse la următoarea actualizare! Dacă doriți să faceți modificări, editați articolul-sursă.

ianuarie -
februarie -
martie -
aprilie -
mai -
iunie -
iulie -
august -
septembrie -
octombrie -
noiembrie -
decembrie
Iunie 2010 a fost a șasea lună a anului și a început într-o zi de marți.

## Evenimente

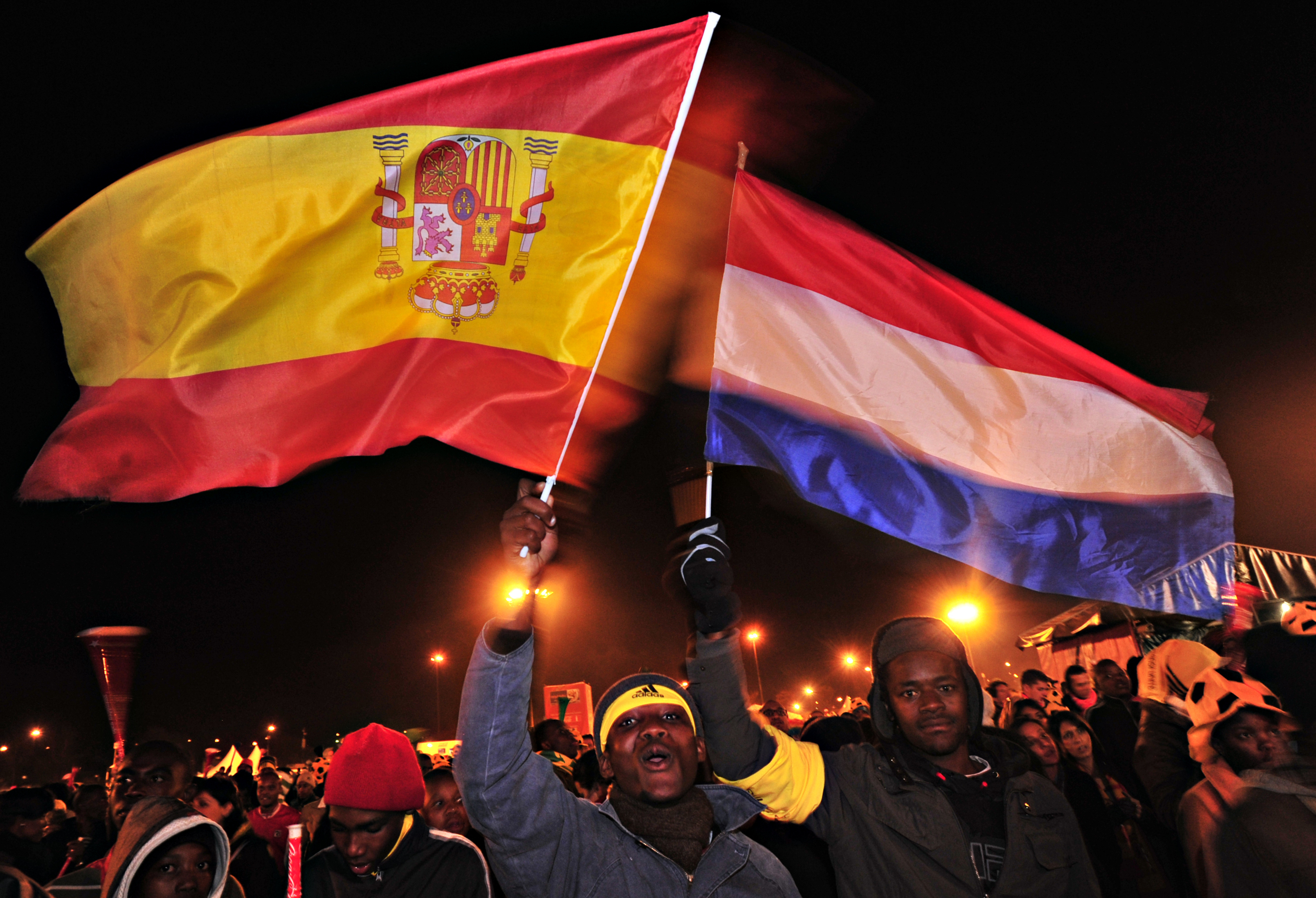
Spania, noua campioană mondială la fotbal

- 5-12 iunie: A 47-a ediție a Turului ciclist al României, încheiat cu victoria bulgarului Vladimir Koev.[1]
- 11 iunie-11 iulie: Organizarea Campionatului Mondial de fotbal din Africa de Sud, câștigat de Spania.[2]
- 25-26 iunie: Al 36-lea summit G8 s-a desfășurat în Huntsville, Ontario, Canada.
- 26-27 iunie: Al 4-lea summit G20 s-a desfășurat în Toronto, Canada.
- 30 iunie: Christian Wulff a fost ales de către Adunarea Federală în funcția de președinte al Germaniei pentru următorii 5 ani.[3]

## Decese

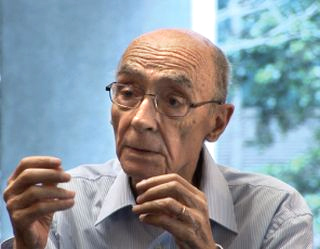
José Saramago

- 3 iunie: Vladimir Arnold, 72 ani, matematician rus (n. 1937)
- 3 iunie: Luigi Padovese, 63 ani, teolog catolic italian (n. 1947)
- 5 iunie: Ion Stănescu (n. Ion Silaghi), 81 ani, comunist și general român (n. 1929)
- 7 iunie: Petru Codrea, 75 ani, jurnalist, scriitor, profesor, consultant media român (n. 1934)
- 10 iunie: Ferdinand Oyono, 80 ani, politician și scriitor camerunez (n. 1929)
- 10 iunie: Liana Pasquali, 94 ani, harpistă română (n. 1915)
- 12 iunie: Richard Darwin Keynes, 90 ani, fiziolog britanic (n. 1919)
- 14 iunie: Dan Claudiu Vornicelu, 36 ani, muzician român (n. 1973)
- 15 iunie: Bekim Fehmiu, 74 ani, actor iugoslav de teatru și film, de etnie albaneză (n. 1936)
- 16 iunie: Garry Marshall Shider, 56 ani, muzician american (n. 1953)
- 17 iunie: Elżbieta Czyżewska, 72 ani, actriță poloneză (n. 1938)
- 18 iunie: José Saramago, 87 ani, scriitor portughez (n. 1922)
- 18 iunie: Maria Tacu (Maria Constantines), 61 ani, scriitoare română (n. 1949)
- 19 iunie: Manute Bol, 47 ani, jucător sudanez de baschet (n. 1962)
- 20 iunie: Eugenia Todorașcu, 73 ani, actriță din R. Moldova (n. 1936)
- 22 iunie: Manfred Römbell, 68 ani, scriitor german (n. 1941)
- 23 iunie: Magda Frank, 95 ani, sculptoriță maghiaro-argentiniană de etnie evreiască (n. 1914)
- 23 iunie: Mohamed Mzali, 85 ani, prim-ministru al Tunisiei (1980-1986), (n. 1925)
- 26 iunie: Algirdas Brazauskas, 77 ani, primul președinte al Lituaniei (1993-1998), (n. 1932)
- 26 iunie: Moshe Carmilly-Weinberger, 102 ani, rabin neolog și istoric american de etnie evreiască (n. 1908)
- 27 iunie: Ken Coates (Kenneth Sidney Coates), 79 ani, politician britanic (n. 1930)